# Baracklevelű keserűfű
A baracklevelű keserűfű (Persicaria maculosa, korábban Polygonum persicaria) a keserűfűfélék (Polygonaceae) családjának Persicaria nemzetségébe tartozó egynyári növényfaj. Európában és Ázsia mérsékelt éghajlatú területein őshonos, de Észak-Amerikában is elterjesztették. T4 életformájú gyomnövény, főként gyomtársulásokban – szántóföldeken, nedves élőhelyeken, ártereken – fordul elő. A nitrogénben gazdag, termékeny, morzsolódó, levegőző talajokat kedveli.
Három változata ismert:
- Polygonum persicaria var. angustifolium Beckh.
- Polygonum persicaria var. persicaria
- Polygonum persicaria var. ruderale (Salisb.) Meisn.

## Jellemzői
30–80 cm-esre megnövő egyéves növény, elágazó karógyökérrel. Gyakran vöröses színezetű, elágazó szárán a rövid levélnyelű vagy ülő, vékony, lándzsás, középen szélesebb, 8–10 cm hosszú levelek szórt állásban helyezkednek el, felső felszínük közepén gyakran széles barna vagy fekete folt található, szélük csillószőrös. A szárat cső formájúra összenőtt, hártyás pálhalevél, a pálhakürtő (ochrea) öleli körbe. Július-október között virágzik. A sűrű álfüzérek a levélhónaljból kiinduló kocsányokon nőnek, a virágok aprók, egyenesen felállók, fehérek, rózsaszínűek vagy vörösek. Termése fényes, fekete makkocska, 2–3 mm méretű. A magok száma növényenként 200-800 darab.

## Hatóanyagai
Persicarint és tanninokat tartalmaz.

## Felhasználása
A levelek és fiatal hajtások levélzöldségként használhatók. Többnyire azonban gyomnövényként kezelik, ritkán termesztik.
A népi gyógyászatban hasmenés és fertőző betegségek ellen használták, a friss levelekkel vérzést csillapítottak.
Timsóval kimaratva sárga festékanyag nyerhető belőle.

## Hasonló fajok
- kígyógyökerű keserűfű (P. bistorta)
- keskenylevelű keserűfű (P. minor)
- lapulevelű keserűfű (P. lapathifolia) – levelein nem található folt

## Képek
|  |  |  |